# Nike (nome)
Nike  è un nome proprio di persona italiano femminile.

## Varianti
- Femminili: Naike[2]

## Origine e diffusione

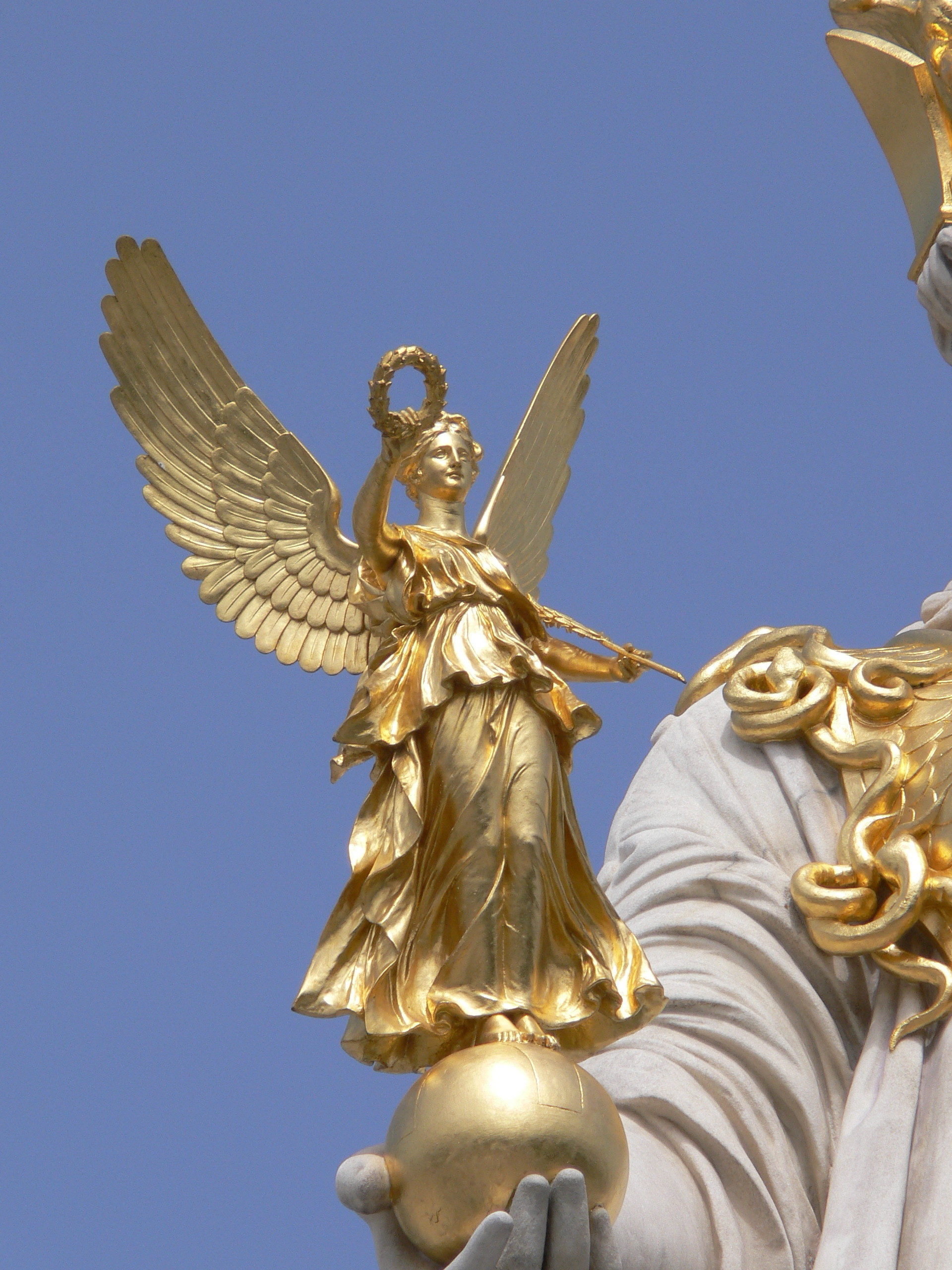
Statua di Nike (tenuta in palmo di mano da Atena Parthenos) di fronte al Parlamento di Vienna

Nome di scarsissima diffusione in Italia, che riprende quello di Nike, la dea della vittoria nella mitologia greca; è attestato anche nella variante "Naike", che simula la pronuncia inglese del nome (tratta probabilmente dalle pubblicità del marchio sportivo Nike).
Etimologicamente, deriva dal greco antico Νικη (Nike), che significa appunto "vittoria", termine su cui sono basati anche i nomi Niceta e Niceforo; e che si ritrova nei nomi composti Berenice ed Eunice, mentre dal punto di vista semantico, invece, è affine a Vittoria, Győző e Vijaya.

## Onomastico
Non esistono sante che portano questo nome, che quindi è adespota. L'onomastico può essere festeggiato in occasione di Ognissanti, il 1º novembre.

## Persone
- Nike Bent, sciatrice alpina svedese
- Nike Fuhrmann, attrice tedesca

### Variante Naike
- Naike Gruppioni, imprenditrice e politica italiana
- Naike Rivelli, attrice e cantante italiana